# كرايغ إلزه
كرايغ إلزه (بالإنجليزية: Craig Else)‏ هو عازف قيثارة أمريكي، ولد في 12 أكتوبر 1964 في فيكتوريا في كندا.

## وصلات خارجية
- الموقع الرسمي
- كرايغ إلزه على موقع ميوزك برينز (الإنجليزية)
- كرايغ إلزه على موقع ديسكوغز (الإنجليزية)